# Doplňovací volby do Senátu Parlamentu České republiky 2004
Doplňovací volby do Senátu Parlamentu České republiky se v roce 2004 konaly souběžně ve dvou obvodech v říjnu. Volilo se ve volebním obvodu č. 20 – Praha 4 a ve volebním obvodu č. 54 – Znojmo.

## Senátní obvod č. 20 – Praha 4
Volby v senátním obvodu č. 20 – Praha 4 se konaly z důvodu zvolení senátora Josefa Zieleniece (nestr. za US) v červnu 2004 v evropských volbách poslancem Evropského parlamentu. Zieleniec byl do Senátu zvolen ve volbách v roce 2000 a jeho mandát trval do roku 2006. První kolo doplňovacích voleb proběhlo 8. a 9. října 2004, druhé kolo následně 15. a 16. října 2004. Novým senátorem byl ve druhém kole voleb zvolen František Příhoda z ODS.

### Kandidáti a výsledky
Výsledky voleb:
| Kandidát | Kandidát                   | Volební strana | Navrhující strana | Politická příslušnost | Počet hlasů (1. kolo) | %     | Počet hlasů (2. kolo) | %     |
| -------- | -------------------------- | -------------- | ----------------- | --------------------- | --------------------- | ----- | --------------------- | ----- |
|          | František Příhoda          | ODS            | ODS               | ODS                   | 6 663                 | 37,82 | 8 078                 | 60,12 |
|          | Prof. Erazim Kohák Ph.D.   | ČSSD           | ČSSD              | ČSSD                  | 3 547                 | 20,13 | 5 358                 | 39,87 |
|          | Doc. Ing. Tomáš Ježek CSc. | "LIRA"         | "LIRA"            | BEZPP                 | 2 859                 | 16,22 | —                     | —     |
|          | Jan Vávra                  | Unie-P4        | ED                | BEZPP                 | 2 176                 | 12,35 | —                     | —     |
|          | Karel Skoupil              | KSČM           | KSČM              | KSČM                  | 2 023                 | 11,48 | —                     | —     |
|          | Vladimír Němec             | SZR            | SZR               | SZR                   | 251                   | 1,42  | —                     | —     |
|          | Petr Švec                  | NSJ            | NSJ               | NSJ                   | 97                    | 0,55  | —                     | —     |

## Senátní obvod č. 54 – Znojmo
Volby v senátním obvodu č. 54 – Znojmo se konaly z důvodu zvolení senátora Vladimíra Železného (nestr. za NEZ) v červnu 2004 v evropských volbách poslancem Evropského parlamentu. Železný byl do Senátu zvolen ve volbách v roce 2002 a jeho mandát trval do roku 2008. První kolo doplňovacích voleb proběhlo 8. a 9. října 2004, druhé kolo následně 15. a 16. října 2004. Novým senátorem byl ve druhém kole voleb zvolen Milan Špaček z KDU-ČSL.

### Kandidáti a výsledky
Výsledky voleb:
| Kandidát | Kandidát             | Volební strana | Navrhující strana | Politická příslušnost | Počet hlasů (1. kolo) | %     | Počet hlasů (2. kolo) | %     |
| -------- | -------------------- | -------------- | ----------------- | --------------------- | --------------------- | ----- | --------------------- | ----- |
|          | MUDr. Milan Špaček   | KDU-ČSL        | KDU-ČSL           | KDU-ČSL               | 4 995                 | 28,37 | 6 734                 | 53,31 |
|          | Jaroslav M. Pařík    | ODS            | ODS               | BEZPP                 | 5 161                 | 29,32 | 5 896                 | 46,68 |
|          | Ing. Augustin Forman | KSČM           | KSČM              | BEZPP                 | 4 735                 | 26,90 | —                     | —     |
|          | Jindřich Laky        | ČSSD           | ČSSD              | BEZPP                 | 1 656                 | 9,40  | —                     | —     |
|          | Ing. Anna Gigimovová | US-DEU         | US-DEU            | BEZPP                 | 1054                  | 5,98  | —                     | —     |